# 山本由紀
山本 由紀（やまもと ゆき、女性、1974年4月27日 - ）は、日本の元空手家（極真空手）で、鍼灸師・柔整師。愛知県東栄町出身。愛知県立豊橋東高等学校を経て京都女子大学、同大学院修士課程修了。
現役選手時代には、極真館空手の全日本大会で5度優勝、2015年ロシアで開催されたKWU極真空手世界大会では3位入賞し、41歳にして世界大会で悲願の表彰台初登壇を達成している。
現在は自身で鍼灸院を開きながら愛知北エフエム放送にてラジオナビゲーターをしている。

## 人物・略歴
愛知県北設楽郡東栄町に生まれる。
27歳の結婚時に夫から護身のために極真カラテを勧められ入門する。豊明市に引っ越し後、33歳で極真館主催の全日本女子で初優勝、以後4連覇を果たしている。
35歳で世界大会日本代表に選ばれ、以後2大会連続世界大会日本代表になり軽量級でベスト8。国際大会ではインドネシアや韓国のアジア大会を軽量級で優勝、全北米大会では無差別級で優勝をしている。
女子選手の胸ガードの着用の奨励や武道的側面から女性の地位や在り方についてブログなどで発信しており、競技選手の枠を超え女性武道家として独自の世界観を展開している。
『月刊秘伝』10月号（株式会社BABジャパン）に「人間礼賛の世界」の題で、2014年１月号では特集記事が組まれ「”女性”という弱さへの葛藤と克服」の題で寄稿している。
また、2014年1月8日中部日本放送「イッポウ!」では”女性空手家が選んだ道－山本由紀の挑戦”と題して特集番組が放送された。
2015年からは若手育成と女性空手の裾野を広げるべく、自ら現役でありながら積極的に女性セミナーも開催。『Fight&Life』6月号（株式会社フィットネススポーツ）に”2人の娘を育てながら現役選手として活躍　極真館全日本女子4連覇　山本由紀「私の女子武道論」”という題名で女子セミナーの特集記事が組まれている。
2017年に子宮ガンを告白し、翌年に子宮を全摘。5月にはそれまでの空手人生を振り返えり、女性武道家として視点から女性の生き方を模索した書籍「人生を闘い抜く 極真空手 山本由紀の挑戦」を出版している。
現在は鍼灸師、柔道整復師として働いている。また、SNS等では「みけマンマ」の愛称で親しまれている。

## 獲得タイトル
- 2008年 極真館第2回全日本女子中量級 優勝
- 2009年 極真館第3回全日本女子55キロ超重量級 優勝
- 2009年 全極真世界ウェイト制空手道選手権大会（開催地：ハンガリー、主催：極真館）中量級、日本代表、ベスト16
- 2010年 全極真アジア大会女子無差別級3位（開催地：マレーシア、主催：極真館）
- 2010年 極真館第4回全日本女子55キロ超重量級 優勝
- 2010年 極真連合会 大阪城杯 夏の陣 一般女子 優勝
- 2011年 極真館第5回全日本女子55キロ超重量級 優勝
- 2011年 全極真オープントーナメント　インドネシア国際大会女子軽量級　優勝（開催地：インドネシア、主催：極真館）
- 2012年 極真館第6回全日本女子55キロ超重量級 準優勝
- 2012年 全アジア空手道選手権大会女子55キロ以下軽量級　優勝（開催地：大韓民国、主催：極真館）
- 2013年 極真館第7回全日本女子55キロ以下軽量級 優勝
- 2013年 KWU（極真世界連合）世界大会ウェイト制空手道選手権大会（開催地：ブルガリア）軽量級日本代表　ベスト8
- 2013年 第5回極真館全米オープン選手権大会 （開催地：アメリカ）女子フルコンタクト無差別級　優勝
- 2014年 極真館第8回全日本女子55キロ以下軽量級 準優勝
- 2015年 日本フィリピン親善国際大会（開催地：フィリピン）一般女子無差別級 2連覇
- 2015年 KWU（極真世界連合）世界大会ウェイト制空手道選手権大会（開催地：ロシア）女子60キロ以下級第3位
- 2016年 日本フィリピン親善国際大会（開催地：フィリピン）一般女子無差別級 3連覇

## 著書
- 『人生を闘い抜く 極真空手 山本由紀の挑戦』（雙志館 2018/1）

## 参考リンク
- 山本由紀 スポーツ賞受賞
- 元気な女性を応援する無料情報誌chaoo「きら☆びと」山本由紀インタビュー